# Sash!
Sash! is een Duits eurodance-dj-producer-trio dat eind jaren 90 een aantal wereldwijde hits scoorde, waarvan Encore Une Fois,  Ecuador en Stay de bekendste zijn. De groep is actief sinds 1995 en heeft wereldwijd meer dan 17 miljoen platen verkocht.
Sash! bestaat uit de volgende personen:
- Sascha Lappessen (Nettetal, 10 juni 1970)
- Thomas "Alisson" Lüdke (Mönchengladbach, 4 februari 1966)
- Ralf Kappmeier (Wuppertal, 15 juni 1966)

Lappessen vormde het "gezicht" van Sash!, doet optredens en was te zien in de videoclips. Lüdke en Kappmeier werkten alleen in de studio, en waren incidenteel te zien op de achtergrond van die videoclips.
Het werk van Sash! werd voornamelijk gekenmerkt door gangbare dance-deuntjes met vocals van veel verschillende zangers en zangeressen. Verder stond Sash! bekend om het gebruik van verschillende talen, waaronder Deens, Fins, Frans, Engels, Italiaans, Japans, Spaans en verschillende Niger-Congotalen. Opvallend genoeg werd nooit een enkele song gemaakt in de taal van hun land van herkomst: Duits.

## Geschiedenis
In 1993 vormden Lappessen en Lüdke samen met Markus Bräuer en Dirk Sengotta het project Careca. De door Lappessen geproduceerde single Indian Rave wordt geen succes, maar is wel de eerste productie van hem en Lüdke. Beiden kenden elkaar uit de club Kings in Kaldenkirchen, waar ze eerst als lightjockey en later als dj werkten. Hoewel er na deze single geen vervolg kwam wordt het pseudoniem na 2000 weer door Sash! gebruikt om remixen onder te maken.
Als het uit Lüdke en Kappmeier bestaande producersduo Tokapi rond 1995 samen met Lappessen besluiten een commercieel danceproject te beginnen is Sash! geboren. Halverwege 1996 komt de eerste single It's My Life uit, die een mager succesje in de dancescene van verschillende Europese landen wordt. De tweede, commerciëlere single Encore Une Fois (Frans voor: 'nog een keer') is eigenlijk een dankwoord in het Frans aan de mensen die de eerste single mogelijk maakten, waaronder de remixers. Een remix van Encore Une Fois door Future Breeze, waarin de tekst tot enkel twee zinnen is ingekort, wordt vooral bekend en een grote hit. Hierna is er vanuit de platenmaatschappij vraag naar meer soortgelijke muziek. Omdat Sash! zelf een andere koers wil varen en een daaropvolgende single met een andere vocalist en Spaanse tekst wil uitbrengen wordt een alternatief project in het leven geroepen; Encore. Sabine Ohmes, die de stem van Encore Une Fois was en het gezicht van Encore, brengt vervolgens door Sash! geproduceerde nummers uit. De single Le Disc-jockey haalt de twaalfde positie in de hitlijst van het Verenigd Koninkrijk. Met de single Ecuador behaalt Sash! in 1997 in België een nummer 1-hit en staat daarmee vier weken lang op de eerste plaats.
In 1999 trad Sash! op tijdens de Nederlandse TMF Awards met de nummers Colour The World en Encore Une Fois. De prijs voor beste internationale dance-act werd tevens in de wacht gesleept. Het grootste succes had de groep echter in het Verenigd Koninkrijk. Alle daar uitgebrachte singles behaalden de top 15, waarvan 5 een nummer 2-positie. Een nummer 1-hit scoren is daar echter nooit gelukt.
Na een serie hits neemt het succes af, dit valt samen met de verminderde populariteit van het gehele eurodance-genre. In Nederland worden in het najaar van 1998 de Nederlandse Top 40 op Radio 538 en de publieke hitlijst; de Mega Top 100 op Radio 3FM door Sash! voor het laatst bereikt (op een remix van Boney M's Ma Baker in 1999 na). De single Adelante die elders een grote hit werd, zoals een nummer-2 notering in het Verenigd Koninkrijk, komt in Nederland niet verder dan de 49e positie in de Mega Top 100. Latere singles krijgen weinig media-aandacht en halen ook de Mega Top 50/Mega Top 100 en de Nederlandse Top 40 niet meer. Na het onsuccesvolle album S4! Sash! uit 2002, dat samen met bijhorende singles in het Verenigd Koninkrijk nooit uitgebracht werd, eindigt het contract met de platenmaatschappij. Een nieuwe vinden blijkt lastig vanwege de verkleinde markt voor muziek, een boycot op dancemuziek door Duitse media en de magere verkopen van het recentste werk.
In de zomer van 2005 is in Duitsland een single uitgebracht onder de artiestennaam Latinovela. Hun nummer Abeja Maya was een cover van een oud Duits lied behorende bij de tekenfilmserie Maya de Bij. Een grote zomerhit bleef dat jaar uit, waardoor het lot van Sash! niet verbeterd werd. Hoewel succes lange tijd uitbleef, bleef Sash! nieuwe nummers produceren en vierde de eurodancegroep zijn 10-jarig bestaan met een album met hoogtepunten, dat slechts in weinig landen verscheen.
In 2008 heeft het dance-trio zich aangesloten bij platenmaatschappij Hard2beat, van collega-danceartiest Basshunter, die zich inspant om Sash! in Engeland wederom (na 5 eerdere nummer 2-hits) op de kaart te zetten.
De nieuwe single Raindrops (Encore une fois part 2) is een mash-up van de eerste Sash!-hit Encore une Fois, en Raindrops, een clubhit van Stunt. Dit laatste nummer combineert een catchy tekst met de oude beats van Encore une fois. Het nummer komt in het Verenigd Koninkrijk eind oktober op nummer 9 binnen in de UK Singles Chart. Na vier weken staat het nog altijd op nummer 11.
Tegelijkertijd met de nieuwe single verschijnt in Engeland The best of Sash!. Enige kritiek is er echter ook. Sash! heeft al diverse albums met muzikale hoogtepunten op zijn naam staan. Enig verschil met de vorige albums is dat dit album de Engelse fan bereikt en bovendien een stuk goedkoper is dan de vorige cd's met grootste hits.
Raindrops doet het in diverse dance-hitlijsten in Europa goed, zoals in Duitsland, waar het nummer op 1 kwam. In Nederland kwam Raindrops in de Tipparade binnen op nummer 29. Voor het laatst stond Sash! in Nederland in een hitlijst genoteerd met With My Own Eyes, dat tevens niet verder kwam dan de Tipparade.

## Plagiaat
Ten tijde van de eerste successen werd Sash! regelmatig beschuldigd van plagiaat. Faithless beweerde dat Encore Une Fois te veel op Salva Mea en Insomnia leek, Kaleid (Andrew Hagerty) dat Stay van zijn track Durrel komt en als laatst La Primavera, wat gelijkenissen vertoont met Chariots Of Fire van Vangelis. Rechtbanken wezen deze beschuldigingen echter af.

## Trivia
De muziek van Sash! werd in 1998 gebruikt als achtergrondmuziek voor een aantal spelletjes van Spel zonder Grenzen.

## Discografie

### Albums
| Album met eventuele hitnotering(en) in de Nederlandse Album Top 100 | Datum van verschijnen | Datum van binnenkomst | Hoogste positie | Aantal weken | Opmerkingen |
| ------------------------------------------------------------------- | --------------------- | --------------------- | --------------- | ------------ | ----------- |
| It's My Life                                                        | 30-05-1997            | 14-06-1997            | 32              | 15           |             |
| Life Goes On                                                        | 24-08-1998            | 12-09-1998            | 24              | 8            |             |

| Album met hitnotering(en) in de Vlaamse Ultratop 200 albums | Datum van verschijnen | Datum van binnenkomst | Hoogste positie | Aantal weken | Opmerkingen   |
| ----------------------------------------------------------- | --------------------- | --------------------- | --------------- | ------------ | ------------- |
| It's My Life                                                | 1997                  | 21-06-1997            | 17              | 21           |               |
| Life Goes On                                                | 1998                  | 05-09-1998            | 8               | 8            |               |
| Trilenium                                                   | 2000                  | 15-04-2000            | 45              | 2            |               |
| The best of                                                 | 2009                  | 18-04-2009            | 68              | 5            | Verzamelalbum |

### Singles
| Single met eventuele hitnotering(en) in de Nederlandse Top 40 | Datum van verschijnen | Datum van binnenkomst | Hoogste positie | Aantal weken | Opmerkingen                                |
| ------------------------------------------------------------- | --------------------- | --------------------- | --------------- | ------------ | ------------------------------------------ |
| Encore Une Fois                                               | 1997                  | 22-03-1997            | 9               | 8            |                                            |
| Ecuador                                                       | 16-05-1997            | 31-05-1997            | 8               | 12           | met Rodriguez / Dancesmash op Radio 538    |
| Stay                                                          | 06-10-1997            | 18-10-1997            | 6               | 9            | met La Trec / Alarmschijf                  |
| La Primavera                                                  | 27-03-1998            | 04-04-1998            | 13              | 7            | Dancesmash op Radio 538                    |
| Mysterious Times                                              | 07-08-1998            | 15-08-1998            | 17              | 8            | met Tina Cousins / Dancesmash op Radio 538 |
| Move Mania                                                    | 16-11-1998            | 14-11-1998            | tip2            | -            | met Shannon / Dancesmash op Radio 538      |
| Ma Baker (Remix)                                              |                       | 20-02-1999            | 26              | 4            | vs. Boney M. & Horny United                |
| Colour The World                                              | 01-03-1999            | 13-03-1999            | tip7            | -            | met Dr. Alban en Inka                      |
| Adelante                                                      | 06-12-1999            | 11-12-1999            | tip3            | -            |                                            |
| Just Around The Hill                                          | 20-03-2000            | 25-03-2000            | tip9            | -            | met Tina Cousins                           |
| Ganbareh                                                      | 24-06-2002            |                       | -               | -            |                                            |
| Raindrops (Encore Une Fois part 2)                            | 2008                  | 01-11-2008            | tip2            | -            | met Stunt                                  |
| Rock My Body                                                  | 2023                  | 09-06-2023            | 9               | 17           | met R3hab & Inna                           |

| Single met hitnotering(en) in de Vlaamse Ultratop 50 | Datum van verschijnen | Datum van binnenkomst | Hoogste positie | Aantal weken | Opmerkingen           |
| ---------------------------------------------------- | --------------------- | --------------------- | --------------- | ------------ | --------------------- |
| Encore Une Fois                                      | 1997                  | 01-02-1997            | 5               | 19           |                       |
| Ecuador                                              | 1997                  | 10-05-1997            | 1(4wk)          | 22           | met Rodriguez         |
| Stay                                                 | 1997                  | 27-09-1997            | 3               | 18           | met La Trec           |
| La Primavera                                         | 1998                  | 28-03-1998            | 6               | 11           |                       |
| Mysterious Times                                     | 1998                  | 01-08-1998            | 13              | 13           | met Tina Cousins      |
| Move Mania                                           | 1998                  | 21-11-1998            | 23              | 7            | met Shannon           |
| Colour The World                                     | 1999                  | 13-03-1999            | 21              | 8            | met Dr. Alban en Inka |
| Adelante                                             | 1999                  | 04-12-1999            | 3               | 14           |                       |
| Just Around The Hill                                 | 2000                  | 01-04-2000            | 37              | 4            | met Tina Cousins      |
| Run                                                  | 2002                  | 19-10-2002            | tip10           | -            | met Boy George        |
| Raindrops (Encore Une Fois part 2)                   | 2008                  | 27-12-2008            | 6               | 15           | met Stunt             |
| All Is Love                                          | 2010                  | 24-07-2010            | tip16           | -            | met Jessy             |
| Ecuador                                              | 2016                  | 12-03-2016            | tip             | -            | met Olly James        |
| Rock My Body                                         | 2023                  | 26-08-2023            | 38              | 2            | met R3hab & Inna      |